# Vicenza Calcio 1996-1997

## Stagione

Il neoacquisto Giovanni Cornacchini, bomber della squadra nel vittorioso cammino in Coppa Italia.

Nell'estate 1996 approdarono in biancorosso il giovane talentuoso Alessandro Iannuzzi, Giovanni Cornacchini che risulterà il bomber del Vicenza in Coppa Italia, Massimo Beghetto all'esordio in massima serie, il diciassettenne camerunense Pierre Wome scoperto in Africa dal direttore sportivo Sergio Vignoni e il diciottenne Fabio Firmani. L'estate 1996 vide le partenze, fra le più significative, dello svedese Joachim Bjorklund, di Massimo Lombardini e di Gabriele Grossi. Nel luglio 1996 la squadra soggiornò consuetamente in ritiro ad Enego (in provincia di Vicenza).
La stagione 1996-1997 cominciò il 28 agosto 1996 allo Stadio Porta Elisa di Lucca nella vittoria contro la Lucchese nei sedicesimi di finale della Coppa Italia. In Serie A il Vicenza fu capace di togliersi grandi soddisfazioni come le tre memorabili vittorie ai danni della Juventus (13 ottobre 1996), dell'Inter (3 maggio 1997) e del Milan (25 maggio 1997); il campionato era iniziato nel migliore dei modi per la squadra biancorossa, quando l'8 settembre 1996, alla 1ª giornata, fu in scena all'Artemio Franchi di Firenze dove vinse 4-2 grazie alla quaterna di Marcelo Otero.
La squadra vicentina conquistò per qualche giorno il primo posto il 24 novembre 1996 grazie alla doppietta di Gabriele Ambrosetti nella vittoria contro la Reggiana. Le uniche due sconfitte casalinghe avvennero contro le due squadre della capitale il 15 settembre 1996 e il 23 marzo 1997. La sera del 15 maggio 1997, alla quart'ultima giornata, nella partita casalinga contro la Sampdoria pareggiata 1-1, il Vicenza scese dal treno della Coppa UEFA.

Giuliano Gentilini posa con la Coppa Italia: unico rinforzo berico a stagione iniziata, il centrocampista emerse tra i protagonisti del positivo girone di ritorno della squadra.

Il Vicenza superò una dopo l'altra le sue avversarie in Coppa Italia: nei sedicesimi i gol di Maurizio Rossi e Giovanni Cornacchini sconfissero la Lucchese, negli ottavi quelli di Fabio Viviani e dello stesso Cornacchini il Genoa, nei quarti la rete in trasferta di Gabriele Ambrosetti fece uscire il Milan, in semifinale le reti di Roberto Murgita e del solito Cornacchini eliminarono il Bologna e infine si arrivò alla finale col Napoli. All'andata al San Paolo i biancorossi cedettero per 1-0, ma al ritorno, il 29 maggio 1997 Giampiero Maini pareggiò subito i conti. Si arrivò ai tempi supplementari e fu Maurizio Rossi ad entrare nella storia del Vicenza segnando un gol a due minuti dalla fine, seguito due minuti più tardi dal 3-0 di Alessandro Iannuzzi, che assegnarono al Vicenza il più importante trofeo della sua storia. Come nel precedente campionato il miglior cannoniere biancorosso risultò Marcelo Otero con 13 gol. L'annata 1996-1997 fu l'ultima con la maglia biancorossa del capitano Giovanni Lopez.
Come nella stagione precedente il portiere titolare in campionato fu Luca Mondini, mentre il titolare in Coppa Italia risultò Pierluigi Brivio il quale disputò tutte le nove partite della manifestazione. L'unico acquisto del calciomercato invernale della stagione 1996-1997 fu Giuliano Gentilini, il quale approdò al L.R. Vicenza dal Padova il 27 gennaio 1997 nello scambio che portò Mariano Sotgia a vestire la maglia euganea.
La semifinale di andata della Coppa Italia 1996-1997 tra L.R. Vicenza e Bologna, in programma il 30 gennaio 1997 fu rinviata per la nebbia al 6 febbraio 1997. Il 23 marzo 1997, nella partita contro la Lazio a seguito di alcune decisioni dell'arbitro Cosimo Bolognino, la tifoseria vicentina fece un'invasione di campo che le costò la squalifica dello stadio Romeo Menti per un turno. La squalifica non avvenne il turno successivo in quanto fu in programma l'acceso derby tra L.R. Vicenza e Verona e cercare un campo neutro sarebbe stato arduo. Così fu rinviata alla partita casalinga successiva, L.R. Vicenza-Perugia, la quale fu disputata sul campo neutro dello stadio Giglio di Reggio Emilia.
Fabio Viviani fu capitano il 6 aprile 1997 contro il Verona, a seguito delle espulsioni del capitano Giovanni Lopez e del vice-capitano Domenico Di Carlo nella partita precedente, il 23 marzo 1997 contro la Lazio. Fabio Viviani fu nuovamente capitano l'11 maggio 1997 contro il Parma, a causa dell'assenza di Giovanni Lopez e della presenza di Domenico Di Carlo rimasto in panchina all'inizio della partita.
Ai risultati del campo fecero da contraltare vicende extracalcistiche le quali, di fatto, chiusero un'era: nel gennaio 1997, per ordine del tribunale di Milano, le azioni detenute dalla Otto S.r.l. (finanziaria a capo della società) furono poste sotto sequestro conservativo e il presidente Pieraldo Dalle Carbonare venne arrestato. All'inizio della stagione cominciò con un cambio della guardia al vertice societario: da Pieraldo Dalle Carbonare la presidenza passò a Gianni Sacchetto, ad aprile all'avvocato Luigi Arena mentre a maggio il suo successore fu l'avvocato Virgilio Marzot. Nel gennaio 1997 arrivò un custode giudiziario, l'avvocato Giuseppe Iannaccone.

## Divise e sponsor
Lo sponsor tecnico della stagione fu Biemme, mentre lo sponsor ufficiale fu Pal Zileri.
| Casa | Trasferta | Terza divisa |

## Organigramma societario
Area direttiva
- Presidente: Pieraldo Dalle Carbonare, poi Gianni Sacchetto, poi Luigi Arena, poi Virgilio Marzot
- Responsabile amministrativo: Federico Marchesini
- Direttore generale: Sergio Gasparin

Area organizzativa
- Segretario generale: Fabio Rizzitelli
- Team manager: Silvano Caltran

Area comunicazione
- Addetto stampa: Paolo Bedin

Area tecnica
- Direttore sportivo:  Sergio Vignoni
- Allenatore: Francesco Guidolin
- Allenatore in seconda: Ernesto Galli
- Preparatore/i atletico/i: Adelio Diamante
- Preparatore dei portieri: Ernesto Galli
- Responsabile settore giovanile: Enzo Manuzzato

Area sanitaria
- Medico sociale: Piero Fanton
- Massaggiatori: Francesco Visonà, Giovanni Fambelli

## Rosa
| N. |                    | Ruolo | Calciatore                |
| -- | ------------------ | ----- | ------------------------- |
| 1  | Italia (bandiera)  | P     | Luca Mondini              |
| 2  | Italia (bandiera)  | D     | Luigi Sartor              |
| 3  | Italia (bandiera)  | D     | Gilberto D'Ignazio        |
| 4  | Italia (bandiera)  | C     | Domenico Di Carlo         |
| 5  | Italia (bandiera)  | D     | Davide Belotti            |
| 6  | Italia (bandiera)  | D     | Giovanni Lopez (capitano) |
| 7  | Italia (bandiera)  | C     | Maurizio Rossi            |
| 8  | Uruguay (bandiera) | D     | Gustavo Mendez            |
| 9  | Italia (bandiera)  | A     | Roberto Murgita           |
| 10 | Italia (bandiera)  | C     | Fabio Viviani             |
| 11 | Italia (bandiera)  | A     | Giovanni Cornacchini      |
| 12 | Italia (bandiera)  | P     | Roberto Verdi             |
| 13 | Italia (bandiera)  | C     | Giampiero Maini           |
| 14 | Italia (bandiera)  | C     | Mariano Sotgia            |
| 15 | Italia (bandiera)  | A     | Alessandro Iannuzzi       |
| 16 | Italia (bandiera)  | D     | Massimo Beghetto          |

| N. |                    | Ruolo | Calciatore           |
| -- | ------------------ | ----- | -------------------- |
| 17 | Camerun (bandiera) | C     | Pierre Wome          |
| 18 | Italia (bandiera)  | C     | Daniele Amerini      |
| 19 | Uruguay (bandiera) | A     | Marcelo Otero        |
| 20 | Italia (bandiera)  | D     | Alessandro Dal Canto |
| 22 | Italia (bandiera)  | P     | Pierluigi Brivio     |
| 23 | Italia (bandiera)  | C     | Gabriele Ambrosetti  |
| 24 | Italia (bandiera)  | C     | Fabio Firmani        |
| 25 | Italia (bandiera)  | C     | Giuliano Gentilini   |
| 26 | Italia (bandiera)  | D     | Paolo Pasqualin      |
| 27 | Italia (bandiera)  | C     | Stefano Mazzocco     |
|    | Italia (bandiera)  | C     | Carmine Coppola      |
|    | Italia (bandiera)  | C     | Massimo Dalle Nogare |
|    | Italia (bandiera)  | A     | Marco Cunico         |
|    | Italia (bandiera)  | A     | Ferdinando Gasparini |
|    | Italia (bandiera)  | A     | Andrea Mazzuoccolo   |
|    | Italia (bandiera)  | C     | Luca Margherita      |

## Calciomercato

### Calciomercato estivo (estate 1996)
| Acquisti | Acquisti             | Acquisti       | Acquisti |
| R.       | Nome                 | da             | Modalità |
| -------- | -------------------- | -------------- | -------- |
| D        | Roberto Verdi        | Massese        |          |
| D        | Massimo Beghetto     | Perugia        |          |
| D        | Alessandro Dal Canto | Torino         |          |
| C        | Carmine Coppola      | Nola           |          |
| C        | Fabio Firmani        | Lodigiani      |          |
| C        | Mariano Sotgia       | Cosenza        |          |
| C        | Pierre Wome          | Canon Yaoundé  |          |
| A        | Giovanni Cornacchini | Bologna        |          |
| A        | Marco Cunico         | Treviso        |          |
| A        | Ferdinando Gasparini | Fidelis Andria |          |
| A        | Alessandro Iannuzzi  | Lazio          |          |

| Cessioni | Cessioni           | Cessioni    | Cessioni |
| R.       | Nome               | a           | Modalità |
| -------- | ------------------ | ----------- | -------- |
| P        | Alessandro Zerman  | Brescello   |          |
| D        | Joachim Bjorklund  | Rangers     |          |
| D        | Gabriele Grossi    | Roma        |          |
| C        | Massimo Lombardini | Torino      |          |
| C        | Massimo Lovato     | Juve Stabia |          |
| C        | Willi Pittana      | Udinese     |          |
| A        | Marco Franco       | Solbiatese  |          |
| A        | Diego Vaccaretti   | Massese     |          |

### Calciomercato autunnale-invernale
| Acquisti | Acquisti           | Acquisti | Acquisti |
| R.       | Nome               | da       | Modalità |
| -------- | ------------------ | -------- | -------- |
| C        | Giuliano Gentilini | Padova   |          |

| Cessioni | Cessioni             | Cessioni | Cessioni |
| R.       | Nome                 | a        | Modalità |
| -------- | -------------------- | -------- | -------- |
| A        | Ferdinando Gasparini | Ravenna  |          |
| D        | Alessandro Dal Canto | Venezia  |          |
| C        | Luca Margherita      | Valdagno |          |
| C        | Mariano Sotgia       | Padova   |          |

## Risultati

### Serie A

#### Girone di Andata
| Arbitro: | Tombolini (Ancona) |

|                                |           |                                |
| Sartor 36’ (aut.) Oliveira 80’ | Marcatori | 8’, 29’, 67’, 90’ (rig.) Otero |

| Arbitro: | Collina (Viareggio) |

|  |           |                       |
|  | Marcatori | 32’ Fonseca 65’ Balbo |

| Arbitro: | De Santis (Tivoli) |

|                                                              |           |                       |
| Viviani 44’ Rossini 45’ (aut.) M. Beghetto 70’ D'Ignazio 85’ | Marcatori | 40’ (rig.) F. Inzaghi |

| Arbitro: | Lana (Torino) |

|           |           |  |
| Luiso 44’ | Marcatori |  |

| Arbitro: | Boggi (Salerno) |

|                           |           |             |
| Otero 19’ M. Beghetto 71’ | Marcatori | 46’ Ferrara |

| Arbitro: | Collina (Viareggio) |

|           |           |           |
| Poggi 71’ | Marcatori | 89’ Maini |

| Arbitro: | Ercolino (Cassino) |

|                       |           |  |
| Otero 35’ Murgita 62’ | Marcatori |  |

| Arbitro: | Nicchi (Arezzo) |

|  |           |                       |
|  | Marcatori | 35’ Murgita 90’ Maini |

| Arbitro: | Pairetto (Torino) |

|                              |           |                                     |
| Lopez 13’ (aut.) Maniero 24’ | Marcatori | 36’ Murgita 77’ (aut.) Marco Baroni |

| Arbitro: | Dagnello (Trieste) |

|                     |           |  |
| Ambrosetti 34’, 76’ | Marcatori |  |

| Arbitro: | Bazzoli (Merano) |

|              |           |              |
| Gautieri 34’ | Marcatori | 10’ Iannuzzi |

| Arbitro: | Cesari (Genova) |

|           |           |                      |
| Maini 19’ | Marcatori | 63’ (rig.) Djorkaeff |

| Arbitro: | Treossi (Forlì) |

|           |           |               |
| Maini 50’ | Marcatori | 72’ Benarrivo |

| Arbitro: | Messina (Bergamo) |

|                   |           |                  |
| Montella 15’, 25’ | Marcatori | 82’ (rig.) Otero |

| Arbitro: | Nicchi (Arezzo) |

|                       |           |  |
| Otero 64’, 82’ (rig.) | Marcatori |  |

| Arbitro: | Rodomonti (Teramo) |

|             |           |  |
| Dugarry 21’ | Marcatori |  |

| Arbitro: | Trentalange (Torino) |

|                       |           |                               |
| Murgita 12’ Otero 32’ | Marcatori | 38’ (aut.) Méndez 55’ Pecchia |

#### Girone di Ritorno
| Arbitro: | Racalbuto (Gallarate) |

|                                     |           |                            |
| Otero 1’ Murgita 37’ Ambrosetti 57’ | Marcatori | 22’ Padalino 65’ Batistuta |

| Arbitro: | Pellegrino (Barcellona Pozzo di Gotto) |

|               |           |  |
| Balbo 7’, 86’ | Marcatori |  |

| Arbitro: | Braschi (Prato) |

|                                |           |                  |
| Foglio 58’ F. Inzaghi 68’, 89’ | Marcatori | 88’ (rig.) Otero |

| Arbitro: | Farina (Novi Ligure) |

|                 |           |            |
| M. Beghetto 14’ | Marcatori | 4’ Piovani |

| Arbitro: | De Santis (Tivoli) |

|                                  |           |  |
| Di Livio 22’ Padovano 62’ (rig.) | Marcatori |  |

| Arbitro: | Ceccarini (Livorno) |

|                       |           |  |
| Maini 37’ Murgita 50’ | Marcatori |  |

| Arbitro: | Treossi (Forlì) |

|                         |           |                   |
| Muzzi 36’ Tovalieri 49’ | Marcatori | 1’ Giovanni Lopez |

| Arbitro: | Bolognino (Milano) |

|  |           |                      |
|  | Marcatori | 19’ Nedvěd 90’ Fuser |

| Vicenza 6 aprile 1997, ore 16:00 26ª giornata | Vicenza            | 0 – 0 referto | Verona | Stadio Romeo Menti (14.675 spett.)\| Arbitro: \| Tombolini (Ancona) \| |
| Arbitro:                                      | Tombolini (Ancona) |               |        |                                                                        |

| Reggio Emilia 13 aprile 1997, ore 16:00 27ª giornata | Reggiana         | 0 – 0 referto | Vicenza | Stadio Giglio\| Arbitro: \| Branzoni (Pavia) \| |
| Arbitro:                                             | Branzoni (Pavia) |               |         |                                                 |

| Arbitro: | Collina (Viareggio) |

|                                                          |           |             |
| Ambrosetti 24’ Cornacchini 26’ Otero 36’ M. Beghetto 46’ | Marcatori | 65’ Goretti |

| Arbitro: | Trentalange (Torino) |

|  |           |              |
|  | Marcatori | 22’ Iannuzzi |

| Arbitro: | Rodomonti (Teramo) |

|                      |           |  |
| Crespo 16’, 56’, 60’ | Marcatori |  |

| Arbitro: | Borriello (Mantova) |

|               |           |               |
| Ambrosetti 2’ | Marcatori | 1’ R. Mancini |

| Bologna 18 maggio 1997, ore 16:30 32ª giornata | Bologna                                | 0 – 0 referto | Vicenza | Stadio Renato Dall'Ara\| Arbitro: \| Pellegrino (Barcellona Pozzo di Gotto) \| |
| Arbitro:                                       | Pellegrino (Barcellona Pozzo di Gotto) |               |         |                                                                                |

| Arbitro: | Farina (Novi Ligure) |

|                                    |           |  |
| Ambrosetti 6’ F. Baresi 90’ (aut.) | Marcatori |  |

| Arbitro: | Lana (Torino) |

|         |           |  |
| Beto 4’ | Marcatori |  |

### Coppa Italia
| Arbitro: | Bolognino (Milano) |

|              |           |                             |
| Rastelli 31’ | Marcatori | 8’ M. Rossi 39’ Cornacchini |

| Arbitro: | Messina (Bergamo) |

|                     |           |                    |
| Masolini 72’ (rig.) | Marcatori | 52’ (rig.) Viviani |

| Arbitro: | Pellegrino (Barcellona Pozzo di Gotto) |

|                 |           |  |
| Cornacchini 61’ | Marcatori |  |

| Arbitro: | Boggi (Salerno) |

|               |           |                |
| R. Baggio 20’ | Marcatori | 11’ Ambrosetti |

| Vicenza 27 novembre 1996, ore 20:45 Quarti - Ritorno | Vicenza             | 0 – 0 referto | Milan | Stadio Romeo Menti\| Arbitro: \| Ceccarini (Livorno) \| |
| Arbitro:                                             | Ceccarini (Livorno) |               |       |                                                         |

| Arbitro: | Pairetto (Torino) |

|             |           |  |
| Murgita 45’ | Marcatori |  |

| Arbitro: | Boggi (Salerno) |

|             |           |                 |
| Scapolo 43’ | Marcatori | 88’ Cornacchini |

| Arbitro: | Ceccarini (Livorno) |

|             |           |  |
| Pecchia 20’ | Marcatori |  |

| Arbitro: | Braschi (Prato) |

|                                       |           |  |
| Maini 20’ M. Rossi 118’ Iannuzzi 120’ | Marcatori |  |

## Statistiche

### Statistiche di squadra
| Competizione | Punti | In casa | In casa | In casa | In casa | In casa | In casa | In trasferta | In trasferta | In trasferta | In trasferta | In trasferta | In trasferta | Totale | Totale | Totale | Totale | Totale | Totale | DR  |
| Competizione | Punti | G       | V       | N       | P       | Gf      | Gs      | G            | V            | N            | P            | Gf           | Gs           | G      | V      | N      | P      | Gf     | Gs     | DR  |
| ------------ | ----- | ------- | ------- | ------- | ------- | ------- | ------- | ------------ | ------------ | ------------ | ------------ | ------------ | ------------ | ------ | ------ | ------ | ------ | ------ | ------ | --- |
| Serie A      | 47    | 17      | 9       | 6       | 2       | 29      | 15      | 17           | 3            | 5            | 9            | 11           | 21           | 34     | 12     | 11     | 11     | 43     | 38     | +5  |
| Coppa Italia | -     | 4       | 3       | 1       | 0       | 5       | 0       | 5            | 1            | 3            | 1            | 5            | 5            | 9      | 4      | 4      | 1      | 10     | 5      | +5  |
| Totale       | -     | 21      | 12      | 7       | 2       | 34      | 15      | 22           | 4            | 8            | 10           | 16           | 26           | 43     | 16     | 15     | 12     | 53     | 43     | +10 |

### Andamento in campionato
| Giornata  | 1 | 2 | 3 | 4 | 5 | 6 | 7 | 8 | 9 | 10 | 11 | 12 | 13 | 14 | 15 | 16 | 17 | 18 | 19 | 20 | 21 | 22 | 23 | 24 | 25 | 26 | 27 | 28 | 29 | 30 | 31 | 32 | 33 | 34 |
| --------- | - | - | - | - | - | - | - | - | - | -- | -- | -- | -- | -- | -- | -- | -- | -- | -- | -- | -- | -- | -- | -- | -- | -- | -- | -- | -- | -- | -- | -- | -- | -- |
| Luogo     | T | C | C | T | C | T | C | T | T | C  | T  | C  | C  | T  | C  | T  | C  | C  | T  | T  | C  | T  | C  | T  | C  | C  | T  | N  | T  | T  | C  | T  | C  | T  |
| Risultato | V | P | V | P | V | N | V | V | N | V  | N  | N  | N  | P  | V  | P  | N  | V  | P  | P  | N  | P  | V  | P  | P  | N  | N  | V  | V  | P  | N  | N  | V  | P  |
| Posizione | 3 | 8 | 4 | 9 | 6 | 4 | 3 | 2 | 2 | 1  | 2  | 2  | 2  | 2  | 2  | 4  | 4  | 3  | 4  | 7  | 6  | 8  | 8  | 8  | 11 | 10 | 9  | 8  | 7  | 8  | 8  | 8  | 8  | 8  |

Legenda:

Luogo: N = Campo neutro; C = Casa; T = Trasferta. Risultato: V = Vittoria; N = Pareggio; P = Sconfitta.

### Statistiche dei giocatori
| Giocatore      | Serie A  | Serie A | Serie A     | Serie A    | Coppa Italia | Coppa Italia | Coppa Italia | Coppa Italia | Totale   | Totale | Totale      | Totale     |
| Giocatore      | Presenze | Reti    | Ammonizioni | Espulsioni | Presenze     | Reti         | Ammonizioni  | Espulsioni   | Presenze | Reti   | Ammonizioni | Espulsioni |
| -------------- | -------- | ------- | ----------- | ---------- | ------------ | ------------ | ------------ | ------------ | -------- | ------ | ----------- | ---------- |
| G. Ambrosetti  | 25       | 6       | ?           | ?          | 6            | 1            | ?            | ?            | 31       | 7      | ?           | ?          |
| D. Amerini     | 16       | 0       | ?           | ?          | 5            | 0            | ?            | ?            | 21       | 0      | ?           | ?          |
| M. Beghetto    | 31       | 4       | ?           | ?          | 8            | 0            | ?            | ?            | 39       | 4      | ?           | ?          |
| D. Belotti     | 27       | 0       | ?           | ?          | 7            | 0            | ?            | ?            | 34       | 0      | ?           | ?          |
| P. Brivio      | 3        | 0       | ?           | ?          | 9            | -5           | ?            | ?            | 12       | -5     | ?           | ?          |
| G. Cornacchini | 18       | 1       | ?           | ?          | 6            | 3            | ?            | ?            | 24       | 4      | ?           | ?          |
| A. Dal Canto   | 2        | 0       | ?           | ?          | 1            | 0            | ?            | ?            | 3        | 0      | ?           | ?          |
| D. Di Carlo    | 29       | 0       | ?           | ?          | 8            | 0            | ?            | ?            | 37       | 0      | ?           | ?          |
| G. D'Ignazio   | 27       | 1       | ?           | ?          | 9            | 0            | ?            | ?            | 36       | 1      | ?           | ?          |
| F. Firmani     | 2        | 0       | ?           | ?          | 1            | 0            | ?            | ?            | 3        | 0      | ?           | ?          |
| G. Gentilini   | 8        | 0       | ?           | ?          | 3            | 0            | ?            | ?            | 11       | 0      | ?           | ?          |
| A. Iannuzzi    | 17       | 2       | ?           | ?          | 3            | 1            | ?            | ?            | 20       | 3      | ?           | ?          |
| G. Lopez       | 29       | 1       | ?           | ?          | 7            | 0            | ?            | ?            | 36       | 1      | ?           | ?          |
| G. Maini       | 30       | 5       | ?           | ?          | 8            | 1            | ?            | ?            | 38       | 6      | ?           | ?          |
| S. Mazzocco    | 1        | 0       | ?           | ?          | -            | -            | -            | -            | 1        | 0      | 0+          | 0+         |
| G. Mendez      | 23       | 0       | ?           | ?          | 6            | 0            | ?            | ?            | 29       | 0      | ?           | ?          |
| L. Mondini     | 32       | -38     | ?           | ?          | -            | -            | -            | -            | 32       | -38    | 0+          | 0+         |
| R. Murgita     | 32       | 6       | ?           | ?          | 7            | 1            | ?            | ?            | 39       | 7      | ?           | ?          |
| M. Otero       | 24       | 13      | ?           | ?          | 5            | 0            | ?            | ?            | 29       | 13     | ?           | ?          |
| M. Rossi       | 29       | 0       | ?           | ?          | 8            | 2            | ?            | ?            | 37       | 2      | ?           | ?          |
| L. Sartor      | 26       | 0       | ?           | ?          | 7            | 0            | ?            | ?            | 33       | 0      | ?           | ?          |
| M. Sotgia      | 4        | 0       | ?           | ?          | 1            | 0            | ?            | ?            | 5        | 0      | ?           | ?          |
| F. Viviani     | 29       | 1       | ?           | ?          | 8            | 1            | ?            | ?            | 37       | 2      | ?           | ?          |
| P. Wome        | 3        | 0       | ?           | ?          | -            | -            | -            | -            | 3        | 0      | 0+          | 0+         |